# Aigner (Familienname)
Aigner ist ein deutscher Familienname.
Aigner war die vor allem im bayerischen/österreichischen Raum gebräuchliche Bezeichnung für den Besitzer eines Eigengutes.

## Namensträger

### A
- Adolf Aigner (1938–2022), österreichischer Politiker (SPÖ), Landtagsabgeordneter
- Alexander Aigner (1909–1988), österreichischer Mathematiker
- Andreas Aigner (* 1984), österreichischer Rallyefahrer
- Anton Aigner (* 1970), österreichischer Fußballspieler

### B
- Barbara Aigner (* 2005), österreichische Skirennläuferin und Behindertensportlerin
- Bernhard Aigner (* vor 1971), Veterinärmediziner und Hochschullehrer für Molekulare Tierzucht

### C
- Carl Aigner (* 1954), österreichischer Kunsthistoriker
- Christian Aigner (* 1985), österreichischer Handballspieler
- Christoph Wilhelm Aigner (* 1954), österreichischer Schriftsteller, Lyriker und Übersetzer
- Chrystian Piotr Aigner (1756–1841), polnischer Architekt
- Clemens Aigner (* 1993), österreichischer Skispringer

### D
- Delainey Aigner-Swesey (* 1992), US-amerikanische Volleyballspielerin
- Dietrich Aigner (1930–1994), deutscher Historiker und Bibliothekar

### E
- Edmund Aigner (1900–1968), österreichischer Politiker (SPÖ)
- Eduard Aigner (1903–1978), deutscher Maler
- Engelbert Aigner (1798–1866), österreichischer Komponist
- Ernst Aigner (Kabarettist) (* 1955), österreichischer Kabarettist
- Ernst Aigner (Fußballspieler) (* 1966), österreichischer Fußballspieler
- Etienne Aigner (1904–2000), ungarischer Modedesigner

### F
- Florian Aigner (Regisseur) (* 1975), deutscher Filmregisseur, Drehbuchautor und Produzent
- Florian Aigner (Publizist) (* 1979), österreichischer Wissenschaftspublizist
- Florian Aigner (Fußballspieler) (* 2001), österreichischer Fußballspieler
- Franz Aigner (Physiker) (1882–1945), österreichischer Physiker
- Franz Aigner (Gewichtheber) (1892–1970), österreichischer Gewichtheber
- Franz Aigner (Fußballspieler) (* 1967), österreichischer Fußballspieler
- Franziska Aigner (* 1960), deutsche Casterin
- Friedrich Aigner (* 1966), österreichischer Uroradiologe
- Fritz Aigner (1930–2005), österreichischer Maler
- Fritz Aigner (Regisseur), Filmregisseur, kooperierend mit Alfred Ninaus

### G
- Gebhard Aigner (1929–2018), deutscher Zahnarzt
- Georg Aigner (1934–2021), deutscher Ingenieur und Politiker
- Gerhard Aigner (1943–2024), deutscher Fußballfunktionär
- Gottfried Aigner, Schweizer Automobilhersteller
- Gustava Aigner (1906–1987), österreichische Geologin und Paläontologin,  siehe Gustava Kahler

### H
- Hannes Aigner (Fußballspieler) (* 1981), österreichischer Fußballspieler
- Hannes Aigner (Kanute) (* 1989), deutscher Kanute
- Hans Aigner (Architekt) (1912–2006), österreichischer Architekt und Hochschullehrer
- Hans Dieter Aigner (* 1958), österreichischer Künstler und Schriftsteller
- Heinrich Aigner (1924–1988), deutscher Politiker (CSU)
- Heinrich Franz Aigner (1909–1970), österreichischer Komponist und Lehrer
- Heribert Aigner (1943–2015), österreichischer Althistoriker
- Hermann Aigner (1859–1946), deutscher Buchhändler
- Honorius Aigner (1651–1704), österreichischer Ordensgeistlicher, Abt von Kremsmünster

### I
- Ilse Aigner (* 1964), deutsche Politikerin (CSU), Präsidentin, Bundesministerin und Vorsitzende
- Ina Aigner (* 1977), österreichische Politikerin (FPÖ), Mitglied des Bundesrates
- Inge Aigner (* 1943), österreichische Sprinterin
- Ingeburg Aigner (* um 1943), deutsche Malerin und Zeichnerin

### J
- Joachim Aigner (* 1976), österreichischer Politiker (MFG)
- Johann Anton Aigner (1702–1775), österreichischer Priester
- Johann Dominicus Aigner (1761–1848), österreichischer Unternehmer und Politiker, Bürgermeister von Lienz
- Johannes Aigner (Skirennläufer) (* 2005), österreichischer Skirennläufer und Behindertensportler
- Johannes Aigner (* 1981), österreichischer Fußballspieler, siehe Hannes Aigner (Fußballspieler)
- Josef Aigner (Politiker, 1846) (1846–1907), deutscher Kaufmann und Politiker (Zentrum), MdR
- Josef Aigner (Maler) (1850–1912), deutscher Maler
- Josef Aigner (Politiker, 1884) (1884–1947), österreichischer Politiker (CS)
- Josef Aigner (Motorsportler) (* 1959), deutscher Motorrad-Rennfahrer
- Josef Christian Aigner (* 1953), österreichischer Psychologe, Pädagoge und Psychoanalytiker
- Joseph Aigner (Orgelbauer) (1809–1887), Tiroler Orgelbauer
- Joseph Matthäus Aigner (1818–1886), österreichischer Maler

### K
- Karl Reinhard Aigner (* 1947), deutscher Gefäßchirurg und Onkologe
- Korbinian Aigner (1885–1966), deutscher katholischer Pfarrer und Pomologe

### L
- Luciana Aigner-Foresti (* 1936), italienische Archäologin
- Lucien Aigner (1901–1999), ungarisch-amerikanischer Fotojournalist
- Ludwig Aigner (1840–1909), ungarndeutscher Literaturhistoriker, Verleger, Schriftsteller, siehe Lajos Abafi

### M
- Maria Elisabeth Aigner (* 1967), österreichische römisch-katholische Theologin, Pastoralpsychologin und Hochschullehrerin
- Marianus Aigner (um 1665–1732), österreichischer Geistlicher und Komponist
- Markus Aigner (* 1972), deutscher Fußballspieler
- Martin Aigner (1942–2023), österreichischer Mathematiker
- Matthias Aigner (* 1993), österreichischer Fußballspieler
- Max Aigner (1864–1924), deutscher Verwaltungsjurist und Bezirksoberamtmann
- Melitta Aigner (* 1961), österreichische Leichtathletin
- Michael Aigner (Abt) († 1516), österreichischer Zisterzienser und Abt des Stiftes Heiligenkreuz
- Michael Aigner (1805–1861), österreichischer Zeichner und Kupferstecher

### N
- Nina Aigner (* 1980), österreichische Fußballspielerin

### O
- Oktavia Aigner-Rollett (1877–1959), österreichische Ärztin
- Oscar Aigner (1875–1943), deutscher Sänger sowie Schauspieler bei Bühne und Film
- Otto Aigner (1923–2012), deutscher Unternehmer und Firmengründer

### P
- Paul Aigner (Maler) (1905–1984), österreichischer Grafiker und Maler
- Paul Florian Aigner (* 1972), österreichischer Bildhauer
- Peter Aigner (* 1967), österreichischer Bratschist, Dirigent, Ensemblegründer und -leiter, künstlerischer Festivalleiter
- Petra Aigner (* 1974), österreichische Soziologin

### R
- Rainer Aigner (* 1967), deutscher Fußballspieler
- Richard Aigner (1867–1925), deutscher Künstler
- Rudolf Aigner (1902–?), österreichischer Fußballspieler

### S
- Sebastian Aigner (* 2001), österreichischer Fußballspieler
- Stefan Aigner (* 1987), deutscher Fußballspieler
- Szilárd Aigner (1946–2016), ungarischer Meteorologe

### T
- Theodor von Aigner (1856–1941), österreichischer Generalmajor
- Theodor Aigner (1922–1981), deutscher katholischer Geistlicher, Chorleiter und Musikwissenschaftler
- Thomas Aigner (Geologe) (* 1957), deutscher Geologe
- Thomas Aigner (Musikwissenschaftler) (* 1958), österreichischer Musikwissenschaftler und Bibliotheksleiter
- Thomas Aigner (Medienunternehmer) (* 1964), österreichischer Moderator und Medienunternehmer
- Thomas Aigner (Historiker) (* 1973), österreichischer Historiker
- Thomas Aigner (Freestyle-Skifahrer) (* 1993), österreichischer Freestyle-Skifahrer
- Tina Maria Aigner (* 1980), deutsche Schauspielerin

### U
- Uli Aigner (* 1965), österreichische Fotografin und Videokünstlerin

### V
- Veronika Aigner (* 2003), österreichische Skirennläuferin und Behindertensportlerin
- Victor von Aigner (1872–1949), deutscher Generalleutnant
- Viktor von Aigner (1837–1907), preußischer Generalmajor

### W
- Wolfgang Aigner (Benediktiner) (1745–1801), deutscher Benediktiner und Rhetoriker
- Wolfgang Aigner (Entomologe) (1925–1996), österreichischer Entomologe
- Wolfgang Aigner (Journalist) (* 1951), deutscher Journalist
- Wolfgang Aigner (Politiker) (* 1968), österreichischer Politiker (ÖVP)

### Z
- Zorica Nikolic Aigner (* 1980), österreichisch-serbische Malerin